# Jan Jereszczenko

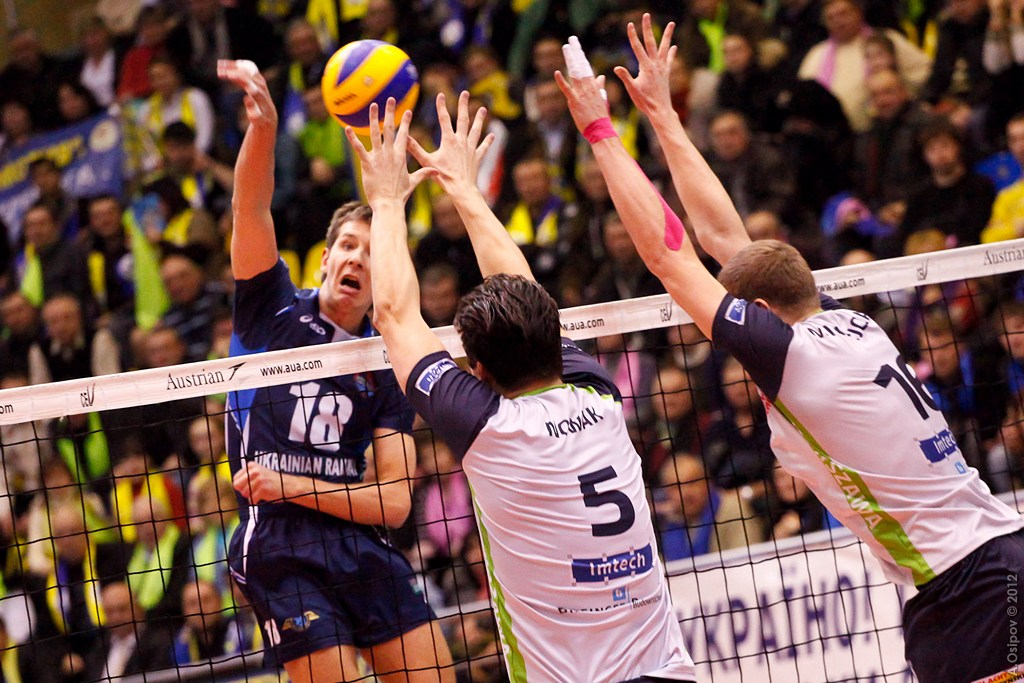
Jan Jereszczenko (nr 18) podczas ataku z lewego skrzydła w meczu ćwierćfinałowym Pucharu Challenge pomiędzy Łokomotywiem Charków a AZS-em Politechniką Warszawską w sezonie 2011/2012

Jan Mychajłowycz Jereszczenko (ukr. Ян Михайлович Єрещенко; ur. 6 kwietnia 1990) – ukraiński siatkarz, reprezentant kraju, grający na pozycji przyjmującego. 

## Przebieg kariery
| Lata                      | Klub                       |
| ------------------------- | -------------------------- |
| 2008–2015                 | Łokomotyw Charków          |
| 2015–2016                 | Gazprom-Jugra Surgut       |
| 2016–2018                 | Biełogorje Biełgorod       |
| 2018–2019 (do 02.2019)    | Arhavi Belediyesi Spor     |
| 2019–2019 (od 11.02.2019) | Ural Ufa                   |
| 2019–2022 (do 01.03.2022) | Jenisiej Krasnojarsk       |
| 2022–2022 (od 23.03.2022) | Al Jazira SC               |
| 2022–2023 (do 19.01.2023) | Develi Belediyespor        |
| 2023–2024 (od 31.01.2023) | Prometej Dnipro            |
| 2024–                     | Żytyczi-Polissia Żytomierz |

## Sukcesy klubowe
Puchar Ukrainy:
- 2008, 2009, 2010, 2011, 2012, 2013, 2014

Liga ukraińska:
- 2009, 2010[6], 2011, 2012, 2013, 2014, 2015, 2023, 2024[7]
- 2025[8]

Puchar CEV:
- 2018
- 2016

## Sukcesy reprezentacyjne
Liga Europejska:
- 2021